# おかあさん (ザ・テンプターズの曲)
「おかあさん」はザ・テンプターズの楽曲で、4枚目のシングルである。1968年9月25日に日本ビクター（フィリップス・レコードレーベル）から発売。
雑誌『平凡』で募集された歌詞を松崎由治が補作をし、作曲も彼がした。メインボーカルは松崎由治がとり、ショーケン（萩原健一）はコーラスとハーモニカであった。
リリース後間もなくオリコンチャートのトップ10に初登場し、3週間にわたり最高4位にランクイン（セールスは28万枚を記録）した。

## 収録曲
1. おかあさん　ソロ：松崎由治
  - 作詞:松岡弘子／補作詞・作曲:松崎由治／編曲:川口真
2. 秘密の合言葉　ソロ：萩原健一
  - 作詞・作曲・編曲:松崎由治

## カバー
- つぶやきシロー（「セキララ〜つぶやきひとりぼっち〜」名義。1997年、シングル「4グラムの砂」のカップリング）